# James Flavin
James William Flavin Jr. (14 de mayo de 1906 - 23 de abril de 1976) fue un actor de carácter estadounidense cuya carrera duró casi medio siglo.

## Primeros años
Flavin nacido en Portland, Maine, asistió a la Academia Militar de los Estados Unidos, donde jugó al fútbol.

## Carrera
Las compañías de teatro veraniego acudían a Maine cada año, y en 1929 a Flavin se le pidió que sustituyera a un actor. Lo hizo bien en el papel y el gerente de la compañía le ofreció $150 por semana para acompañar al grupo de regreso a Nueva York. Flavin aceptó y para la primavera de 1930, vivía en una pensión en el 108 de W. 87th Street en Manhattan.
Flavin recorrió el país trabajando en producciones teatrales y giras, llegando a Los Ángeles alrededor de 1932. Rápidamente hizo la transición al cine, consiguiendo el papel principal en su primera película, un seriales de Universal titulado The Airmail Mystery (1932). Ese mismo año, se casó con su compañera de reparto en esa película, Lucile Browne. El seriales marcó prácticamente la última vez que Flavin interpretaría el papel principal en una película. A partir de entonces, estuvo casi exclusivamente limitado a personajes secundarios, muchos de los cuales no tenían nombre. Se especializó en interpretar a policías uniformados y detectives curtidos, pero también desempeñó roles como chóferes, taxistas e incluso como un guardia de palacio del siglo XVI.
Flavin apareció en casi cuatrocientas películas entre 1932 y 1971. Participó en casi cien episodios de televisión, incluyendo la comedia de la NBC The People's Choice, protagonizada por Jackie Cooper, varios episodios como el detective Sawyer en el programa The Burns and Allen Show, donde Gracie Allen volvía loco al detective, y tres veces como sheriff en la serie de aventuras de aviación wéstern, Sky King, antes de su última aparición como el presidente de los Estados Unidos, Dwight D. Eisenhower, en Francis Gary Powers: The True Story of the U-2 Spy Incident (1976), una dramatización del derribo en 1960 por parte de la Unión Soviética del piloto del U-2, Francis Gary Powers.
Flavin interpretó a Sam Cooper en el episodio de 1958 "The Ed Church Case" de la serie de drama criminal de CBS, Richard Diamond, Private Detective, protagonizada por David Janssen. En 1959, fue invitado como Big Dan Girod en el episodio "Invitation to a Murder" de la serie de detectives de ABC/WB, Bourbon Street Beat, protagonizada por Andrew Duggan. En 1960, Flavin apareció en el episodio "A Passage for Trumpet" de The Twilight Zone.
Desde 1960 hasta 1962, Flavin fue elegido como Robert Howard en 33 episodios de la serie dramática de ABC/Warner Brothers, The Roaring 20s, donde compartió escenario con Dorothy Provine, Donald May, Rex Reason, John Dehner, Gary Vinson y Mike Road.
Desde 1960 hasta 1962, Flavin apareció tres veces en la comedia de CBS, Pete and Gladys, con Harry Morgan y Cara Williams. También tuvo un papel recurrente en la comedia de CBS sobre un caballo parlante, Mister Ed, interpretando a Mr. Kramer, el dueño del establo. Flavin interpretó al Jefe de Bomberos Hawkins en el episodio de 1964, "Beyond a Reasonable Doubt", de la serie de drama educativo de NBC, Mr. Novak, protagonizada por James Franciscus.
Flavin hizo su debut en Broadway en el revival de 1969 de The Front Page, donde interpretó a Murphy y asumió brevemente el papel principal de Walter Burns en lugar de Robert Ryan.

## Muerte
Flavin falleció en el Centro Médico Cedars-Sinai en Los Ángeles, California, el 23 de abril de 1976, después de sufrir un ataque al corazón. Su viuda, Lucile Browne Flavin, falleció 17 días después. La pareja está sepultada en el Cementerio de Holy Cross en Culver City, California.

## Filmografía seleccionada
- The Airmail Mystery (1932) como Bob Lee
- McKenna of the Mounted (1932) como Cabo Randall McKenna
- Back Street (1932) como Reportero (sin acreditar)
- Okay, America! (1932) como Papel Secundario (sin acreditar)
- The Most Dangerous Game (1932) como Primer Oficial en el Yate (sin acreditar)
- The All American (1932) como Don Lindsay
- Air Mail (1932) como Hombre con Reporte de Radio (sin acreditar)
- Hot Pepper (1933) como Segundo Policía (sin acreditar)

- King Kong (1933) como Segundo Mate Briggs
- Hello, Sister! (1933) como bombero
- Riot Squad (1933) como Detective Mack McCue
- Ship of Wanted Men (1933) como Frank Busch
- Only Yesterday (1933) como Billy (sin acreditar)
- Beloved (1934) como Wilcox
- The Big Race (1934) como Bill Figg
- The Crosby Case (1934) como Detective O'Shea (sin acreditar)
- Affairs of a Gentleman (1934) como Donovan (sin acreditar)
- Wild Gold (1934) como Detective (sin acreditar)
- Now I'll Tell (1934) como Polícia  en la playa (sin acreditar)
- Baby Take a Bow (1934) como Flannigan
- The Affairs of Cellini (1934) como Guardia de Palacio (sin acreditar)
- Gift of Gab (1934) como Presidente Alumni (sin acreditar)
- Wake Up and Dream (1934) como Cop (sin acreditar)
- The Brand of Hate (1934) como Holt Larkins
- Bright Eyes (1934) como Bob - Piloto (sin acreditar)
- Society Doctor (1935) como Detective Ewing (sin acreditar)
- After Office Hours (1935) como Detective (sin acreditar)
- Secrets of Chinatown (1935) como Brandhma
- Death Flies East (1935) como Copiloto (sin acreditar)
- Captain Hurricane (1935) como Oficial de carga (sin acreditar)
- Straight from the Heart (1935) como Policeman (sin acreditar)
- G Men (1935) como Agente con jean (sin acreditar)
- Public Hero No. 1 (1935) como Flavin - Agente federal (sin acreditar)
- People Will Talk (1935) como Primero reportero (sin acreditar)
- Chinatown Squad (1935) como Detective (sin acreditar)
- Silk Hat Kid (1935) como Gangster (sin acreditar)
- The Murder Man (1935) como Policía en el tiovivo (sin acreditar)
- The Daring Young Man (1935) como Informante por teléfono (sin acreditar)
- Woman Wanted (1935) como Mac - policía (sin acreditar)
- Man on the Flying Trapeze (1935) como Henry - Chofer (sin acreditar)
- Special Agent (1935) como Agente Arresting Julie (sin acreditar)
- Shipmates Forever (1935) como Oficial instructor (sin acreditar)
- Rendezvous (1935) como 2do policía militar (sin acreditar)
- Remember Last Night? (1935) como Policía (sin acreditar)
- One Way Ticket (1935) como Ed
- The Littlest Rebel (1935) como Yankee Guard (sin acreditar)
- Magnificent Obsession (1935) como Chofer (sin acreditar)
- Song and Dance Man (1936) como Taxista (sin acreditar)
- Charlie Chan at the Race Track (1936) como Detective en la sede (sin acreditar)
- Straight from the Shoulder (1936) como Policía (sin acreditar)
- My Man Godfrey (1936) como Detective #2 (sin acreditar)
- They Met in a Taxi (1936) como Policía (sin acreditar)
- The Luckiest Girl in the World (1936) como Policía
- Two in a Crowd (1936) como Policía (sin acreditar)
- The Magnificent Brute (1936) como Hunkie Partner (sin acreditar)
- Born to Dance (1936) como Ship's Officer (sin acreditar)
- Mysterious Crossing (1936) como hombre vestido de civil (sin acreditar)
- Dangerous Number (1937) como  Conductor de taxi (sin acreditar)
- You Only Live Once (1937) como  Policía Estatal (sin acreditar)
- Let's Get Married (1937) como Dolan (sin acreditar)
- Midnight Taxi (1937) como Detective McCormick (sin acreditar)
- Motor Madness (1937) como Miller (sin acreditar)
- I Promise to Pay (1937) como Bill Seaver
- That I May Live (1937) como Policía (sin acreditar)
- San Quentin (1937) como Guardia anunciando jailbreak (sin acreditar)
- The League of Frightened Men (1937) como Joe
- This Is My Affair (1937) como Guarda de prisión (sin acreditar)
- Angel's Holiday (1937) como Detective (sin acreditar)
- Married Before Breakfast (1937) como Pasajero de la policía (sin acreditar)
- Girls Can Play (1937) como Bill O'Malley
- Fit for a King (1937) como oficial del barco (sin acreditar)
- Big City (1937) como Conductor de taxi cometa (sin acreditar)
- My Dear Miss Aldrich (1937) como Dr. Spitzy Calahan (sin acreditar)
- Charlie Chan on Broadway (1937) como Detective (sin acreditar)
- Dangerously Yours (1937) como Conductor (sin acreditar)
- Hot Water (1937) como Policía (sin acreditar)
- Live, Love and Learn (1937) como Marinero al que le gusta pintar (sin acreditar)
- Thoroughbreds Don't Cry (1937) como El agente de Timmie (sin acreditar)
- 45 Fathers (1937) como Policía (sin acreditar)
- Big Town Girl (1937) como Policía Estatal (sin acreditar)
- Mannequin (1937) como hombre corpulento (sin acreditar)
- The Bad Man of Brimstone (1937) como Segundo mariscal federal (sin acreditar)
- The Buccaneer (1938) como Sargento británico (sin acreditar)
- Everybody's Doing It (1938) como Detective Hayes (sin acreditar)
- Penitentiary (1938) como Doran (sin acreditar)
- Born to Be Wild (1938) como Huelguista (sin acreditar)
- Night Spot (1938) como Secuestrador (sin acreditar)
- Start Cheering (1938) como Operador de gasolinera (sin acreditar)
- Test Pilot (1938) como Piloto (sin acreditar)
- Alexander's Ragtime Band (1938) como Capitán del ejército (sin acreditar)
- Wives Under Suspicion (1938) como Jenks - Chofer (sin acreditar)
- Speed to Burn (1938) como Radio coche policía (sin acreditar)
- The Shopworn Angel (1938) como Guardia gritando "¡Alto!" (sin acreditar)
- Gateway (1938) como Guardia (sin acreditar)
- I Am the Law (1938) como George - Testigo (sin acreditar)
- You Can't Take It With You (1938) como Carcelero (sin acreditar)
- Three Loves Has Nancy (1938) como Amigo de Jack (sin acreditar)
- Too Hot to Handle (1938) como Joven reportero (sin acreditar)
- Time Out for Murder (1938) como Sargento de policía en Roundup (sin acreditar)

- Lightning Carson Rides Again (1938) como Agente del Departamento de Justicia
- The Arkansas Traveler (1938) como Hombre del tren (sin acreditar)
- Five of a Kind (1938) como Policía (sin acreditar)
- Blondie (1938) como Policía en el coche del accidente (sin acreditar)
- Ride a Crooked Mile (1938) como Chofer (sin acreditar)
- Convicts at Large (1938) como Sargento de Detective Berkovich
- While New York Sleeps (1938) como Segundo Policía (sin acreditar)
- The Duke of West Point (1938) como Entrenador de hockey Plebe #1
- Swing, Sister, Swing (1938) como Piloto (escenas eliminadas)
- Sweethearts (1938) como Portero del Teatro Melody (sin acreditar)
- Thanks for Everything (1938) como Policía
- Charlie Chan in Honolulu (1938) como Sargento del escritorio de la División de Homicidios (sin acreditar)
- Jesse James (1939) como Capitán de Caballería (sin acreditar)
- Pardon Our Nerve (1939) como Policía (sin acreditar)
- The Ice Follies of 1939 (1939) como Portero (sin acreditar)
- Sergeant Madden (1939) como Interrogador de la policía (sin acreditar)
- Everybody's Baby (1939) como Anunciador de policía (sin acreditar)
- Code of the Streets (1939) como Portero
- The Lady's from Kentucky (1939) como Policía (sin acreditar)
- Union Pacific (1939) como Paddy (sin acreditar)
- Big Town Czar (1939) como George Mitchell (sin acreditar)
- Rose of Washington Square (1939) como Guardia (sin acreditar)
- Tell No Tales (1939) como Oficial Simmons (sin acreditar)
- They Asked for It (1939) como Policía (sin acreditar)
- Unmarried (1939) como Perforador de petróleo (sin acreditar)
- The Gracie Allen Murder Case (1939) como Tornero (sin acreditar)
- 6,000 Enemies (1939) como Anunciador del ring (sin acreditar)
- Mickey the Kid (1939) como Sanders
- They All Come Out (1939) como Oficial (sin acreditar)
- Each Dawn I Die (1939) como Policía (sin acreditar)
- They Shall Have Music (1939) como Sargento de policía (sin acreditar)
- Mr. Wong in Chinatown (1939) como Sargento Jerry
- When Tomorrow Comes (1939) como Hombre de la Guardia Costera en la carretera (sin acreditar)
- Irish Luck (1939) como Detective del hotel Fluger
- Calling All Marines (1939) como Sgto. Smith
- Fast and Furious (1939) como Policía custodiando la entrada (sin acreditar)
- The Roaring Twenties (1939) como Policía (sin acreditar)
- Joe and Ethel Turp Call on the President (1939) como Policía (sin acreditar)
- The Cisco Kid and the Lady (1939) como Sargento O'Riley
- Remember the Night (1940) como Asistente de la corte (sin acreditar)
- The Grapes of Wrath (1940) como Guardia (sin acreditar)
- The Fighting 69th (1940) como Sargento de suministros (sin acreditar)

- Broadway Melody of 1940 (1940) como Portero (sin acreditar)
- Castle on the Hudson (1940) como Guardia de la fila de la muerte (sin acreditar)
- Framed (1940) como Policía (sin acreditar)
- Double Alibi (1940) como Patrullero Johnson (sin acreditar)
- Women Without Names (1940) como Guardia (sin acreditar)
- Johnny Apollo (1940) como Guardia en la biblioteca (sin acreditar)
- And One Was Beautiful (1940) como McRafferty - Celador de la cárcel (sin acreditar)
- It All Came True (1940) como Portero del Club Roaring 90's (sin acreditar)
- Those Were the Days! (1940) como Policía (sin acreditar)
- Hot Steel (1940) como Storm Swenson
- Girl in 313 (1940) como Det. Carvin
- La Conga Nights (1940) como Grogan (sin acreditar)
- The Way of All Flesh (1940) como Policía (sin acreditar)
- Florian (1940) como Policía (sin acreditar)
- The Ghost Breakers (1940) como Maletero del hotel (sin acreditar)
- Brother Orchid (1940) como Encargado de estacionamiento en Fat Dutchy's (sin acreditar)
- Lucky Cisco Kid (1940) como Capataz de la ranchería (sin acreditar)
- The Man Who Talked Too Much (1940) como Pete - Guardia de la prisión (sin acreditar)
- Queen of the Mob (1940) como Tercer Director del FBI
- Sailor's Lady (1940) como Policía en motocicleta (sin acreditar)
- Private Affairs (1940) como Portero (sin acreditar)
- Manhattan Heartbeat (1940) como Camionero
- South of Pago Pago (1940) como Cliente de la cafetería
- When the Daltons Rode (1940) como Hermano de Annabella (sin acreditar)
- The Golden Fleecing (1940) como Policía (sin acreditar)
- Rhythm on the River (1940) como Detective (sin acreditar)
- The Great Profile (1940) como Detective
- Yesterday's Heroes (1940) como Explorador (sin acreditar)
- Knute Rockne, All American (1940) como Asistente de entrenador del ejército (sin acreditar)
- The Long Voyage Home (1940) como Policía del muelle (sin acreditar)
- North West Mounted Police (1940) como Montado (sin acreditar)
- The Devil's Pipeline (1940) como Dowling
- Dancing on a Dime (1940) como Policía (sin acreditar)
- Youth Will Be Served (1940) como Buck Miller
- Street of Memories (1940) como Gerente del salón de baile (sin acreditar)
- Give Us Wings (1940) como Sr. White (sin acreditar)
- Tin Pan Alley (1940) como Sargento del ejército (sin acreditar)
- Four Mothers (1941) como Hombre de la demolición (sin acreditar)
- High Sierra (1941) como Policía (sin acreditar)
- Tall, Dark and Handsome (1941) como Detective en la tienda de cigarros (sin acreditar)
- The Wild Man of Borneo (1940) como Policía (sin acreditar)
- Mr. & Mrs. Smith (1941) como Acompañante atractivo de la mujer (sin acreditar)
- Buck Privates (1941)" como Sargento de reclutamiento (sin acreditar)
- Western Union (1941)" como Alguacil adjunto (sin acreditar)
- The Strawberry Blonde (1941) como Inspector de boletos en el bote (sin acreditar)
- Footsteps in the Dark (1941) como Radiodifusor de la policía (sin acreditar)
- Pot o' Gold (1941) como Sheriff Bud Connolly (sin acreditar)
- Ride on Vaquero (1941) como Oficial Johnson (sin acreditar)
- Ziegfeld Girl (1941) como Buck - Conductor del camión (sin acreditar)
- The People vs. Dr. Kildare (1941) como Bob Hackley (sin acreditar)
- Reaching for the Sun (1941) como Primer Guardia (sin acreditar)
- Affectionately Yours (1941) como Tomassetti
- Adventure in Washington (1941) como Matty (sin acreditar)
- Sunny (1941) como Policía en motocicleta (sin acreditar)
- The Bride Came C.O.D. (1941) como Detective interrogador (sin acreditar)
- Manpower (1941) como Ordenanza a punto de dar un baño (sin acreditar)
- Life Begins for Andy Hardy (1941) como Policía (sin acreditar)
- Belle Starr (1941) como Sargento
- Hold Back the Dawn (1941) como Guardia de inmigración (sin acreditar)
- We Go Fast (1941) como Teniente de policía Bardette
- Texas (1941) como Locutor de la pelea de Abilene (sin acreditar)
- Great Guns (1941) como Capitán del ejército en la tienda del ejército blanco (sin acreditar)
- I Wake Up Screaming (1941) como Detective (sin acreditar)

- New York Town (1941) como Sargento de reclutamiento (sin acreditar)
- Skylark (1941) como Guardia del metro (sin acreditar)
- Shadow of the Thin Man (1941) como Policía que saluda a Nick en el hipódromo (sin acreditar)
- The Night of January 16th (1941) como Policía Kelly
- Kathleen (1941) como Hombre que se muda
- Bedtime Story (1941) como Huésped del hotel en la habitación 625 (sin acreditar)
- You're in the Army Now (1941) como Oficial (sin acreditar)
- Treat 'Em Rough (1942) como Joe Trosper
- Mr. and Mrs. North (1942) como Capitán de policía (sin acreditar)
- A Yank on the Burma Road (1942) como Operador de radio de la policía (sin acreditar)
- Ride 'Em Cowboy (1942) como Detective de ferrocarriles #2 (sin acreditar)
- Born to Sing (1942) como Policía (sin acreditar)
- Reap the Wild Wind (1942) como Padre de la niña (sin acreditar)
- Broadway (1942) como Portero (sin acreditar)
- To the Shores of Tripoli (1942) como Alcaide (sin acreditar)
- Juke Box Jenny (1942) como Primer oficial de aduanas
- Kid Glove Killer (1942) como Keenan - Detective interrogando a Eddie (sin acreditar)
- Saboteur (1942) como Policía de motocicleta (voz, sin acreditar)
- Fingers at the Window (1942) como Teniente Schaeffer
- Larceny, Inc. (1942) como Guardia del banco (sin acreditar)
- Yankee Doodle Dandy (1942) como Veterano del ejército de la Unión #1 en el caisson (sin acreditar)
- Juke Girl (1942) como Policía de Atlanta (sin acreditar)
- Ten Gentlemen from West Point (1942) como Capitán Luddy
- Tough como They Come (1942) como Agente de proceso (sin acreditar)
- The Big Shot (1942) como Detective (sin acreditar)
- Thru Different Eyes (1942) como Thomas
- Night in New Orleans (1942) como Egan (sin acreditar)
- Iceland (1942) como Sargento (sin acreditar)
- Gentleman Jim (1942) como George Corbett (sin acreditar)
- Life Begins at Eight-Thirty (1942) como Policía (sin acreditar)
- City Without Men (1943) como Oficial de la Guardia Costera (sin acreditar)
- Air Force (1943) como Mayor A.M. Bagley
- Something to Shout About (1943) como Policía (sin acreditar)
- It Ain't Hay (1943) como Policía (sin acreditar)
- Hello, Frisco, Hello (1943) como Jefe de camareros (sin acreditar)
- Mission to Moscow (1943) como Senador estadounidense (sin acreditar)
- Action in the North Atlantic (1943) como Teniente comandante de la escuela de la Marina Mercante (sin acreditar)
- Heaven Can Wait (1943) como Policía (sin acreditar)
- Swing Shift Maisie (1943) como Policía de radio (sin acreditar)
- So Proudly We Hail! (1943) como Capitán O'Brien (sin acreditar)
- Murder on the Waterfront (1943) como Comandante George Kalin
- Thank Your Lucky Stars (1943) como Policía (sin acreditar)
- Corvette K-225 (1943) como Teniente primero Bill Gardner
- I Dood It (1943) como Agente federal (sin acreditar)
- Footlight Glamour (1943) como Sr. Phillips (sin acreditar)
- The Iron Major (1943) como Árbitro de fútbol americano (sin acreditar)
- Riding High (1943) como Conductor de tren (sin acreditar)
- There's Something About a Soldier (1943) como Civilian Brawler (sin acreditar)
- Ladies Courageous (1944) como Gardner (sin acreditar)
- Four Jills in a Jeep (1944) como Sargento de la policía militar (sin acreditar)
- Uncertain Glory (1944) como Capitán de la Guardia Móvil
- Bermuda Mystery (1944) como Dempsey (sin acreditar)
- Once Upon a Time (1944) como Escéptico en el metro (sin acreditar)
- Christmas Holiday (1944) como Policía (sin acreditar)
- Mr. Winkle Goes to War (1944) como Sargento (sin acreditar)
- Abroad with Two Yanks (1944) como Sgt. Wiggins
- Strange Affair (1944) como Guardia de seguridad del banco (sin acreditar)
- Laura (1944) como Det. McEveety (sin acreditar)
- The Princess and the Pirate (1944) como Oficial naval (sin acreditar)
- Hollywood Canteen (1944) como Sargento de marina (sin acreditar)
- Here Come the Waves (1944) como Policía de patrulla (sin acreditar)
- Together Again (1944) como Policía (sin acreditar)
- God Is My Co-Pilot (1945) como Mayor en la base aérea de Kweilin (sin acreditar)
- Without Love (1945) como Sargento (sin acreditar)
- Circumstantial Evidence (1945) como Guardia (sin acreditar)
- Pillow to Post (1945) como Louie - Sargento del ejército en jeep (sin acreditar)

- Don Juan Quilligan (1945) como Sargento de Policía (sin acreditar)
- Wonder Man (1945) como Conductor de Autobús (sin acreditar)
- Conflict (1945) como Teniente Detective Workman (sin acreditar)
- Murder, He Says (1945) como Oficial de Policía (sin acreditar)
- Within These Walls (1945) como Guardia (sin acreditar)
- Anchors Aweigh (1945) como Policía de Radio
- Over 21 (1945) como Capitán (sin acreditar)
- Incendiary Blonde (1945) como Policía Montado (sin acreditar)
- The Shanghai Cobra (1945) como H.R. Jarvis
- Duffy's Tavern (1945) como Policía (sin acreditar)
- Mildred Pierce (1945) como Detective (sin acreditar)
- Johnny Angel (1945) como Flavin - Ayudante del Quincy (sin acreditar)
- Hold That Blonde (1945) como Conductor de Camión de Lavandería (sin acreditar)
- Masquerade in Mexico (1945) como Agente del FBI (sin acreditar)
- San Antonio (1945) como Streeter - Ganadero (sin acreditar)
- The Spider (1945) como Oficial Johnny Tracy
- Tars and Spars (1946) como Jefe Bosun Mate Gurney (sin acreditar)
- Young Widow (1946) como Conductor de Subte (sin acreditar)
- Sentimental Journey (1946) como Sargento Detective McFarland (sin acreditar)
- The Hoodlum Saint (1946) como Hombre asignando números en concurso de baile (sin acreditar)
- A Stolen Life (1946) como Investigador (sin acreditar)
- Her Kind of Man (1946) como Evans (sin acreditar)
- The Strange Love of Martha Ivers (1946) como Detective #1
- Easy to Wed (1946) como Joe
- Boys' Ranch (1946) como Policía en el Estadio de Béisbol (sin acreditar)
- Rendezvous with Annie (1946) como Portero de la prisión
- Courage of Lassie (1946) como Teniente Tom Arnold (sin acreditar)
- It Shouldn't Happen to a Dog (1946) como Teniente de Policía (sin acreditar)
- The Missing Lady (1946) como Inspector de Policía Cardona
- Step by Step (1946) como Woods (sin acreditar)
- Cloak and Dagger (1946) como Coronel Walsh
- Angel on My Shoulder (1946) como Bellamy
- Two Years Before the Mast (1946) como Crimp (sin acreditar)
- Nobody Lives Forever (1946) como Shake Thomas
- The Mighty McGurk (1947) como Oficial de Policía (sin acreditar)
- Ladies' Man (1947) como Gerente de Autómata (sin acreditar)
- Easy Come, Easy Go (1947) como Hombre de paisano (sin acreditar)
- Nora Prentiss (1947) como Fiscal del Distrito
- The Fabulous Dorseys (1947) como Gorman
- My Favorite Brunette (1947) como Teniente Detective 'Mac' Hennessey (sin acreditar)
- Lost Honeymoon (1947) como Oficial Max Riley (sin acreditar)
- It Happened on Fifth Avenue (1947) como Primer Policía (sin acreditar)
- Dishonored Lady (1947) como Sargento de Policía Patella (sin acreditar)
- Robin Hood of Texas (1947) como Capitán de Policía Danforth
- Desert Fury (1947) como Sheriff Pat Johnson
- Song of the Thin Man (1947) como Reardon - Oficial de Policía (sin acreditar)
- Black Gold (1947) como Mac - Oficial de Carreras (sin acreditar)
- Joe Palooka in the Knockout (1947) como Policía
- Unconquered (1947) como Aldeano (sin acreditar)
- Nightmare Alley (1947) como Hoatley - Primer dueño del carnaval (sin acreditar)
- Sleep, My Love (1948) como Teniente de Policía Mitchell (sin acreditar)
- My Girl Tisa (1948) como Guardia (sin acreditar)
- The Noose Hangs High (1948) como Oficial de Tráfico (sin acreditar)
- Fury at Furnace Creek (1948) como Abogado de la acusación (sin acreditar)
- Secret Service Investigator (1948) como Inspector de Policía Thorndyke
- The Velvet Touch (1948) como Sargento Oliphant
- The Babe Ruth Story (1948) como Primer Oficial en el Bar de Ruth (sin acreditar)
- One Touch of Venus (1948) como Kerrigan
- The Return of October (1948) como Guardia de la sala de detención (sin acreditar)
- The Plunderers (1948) como Sargento Mayor
- Bungalow 13 (1948) como Teniente Sam Wilson
- Shockproof (1949) como Policía en el parque (sin acreditar)
- Homicide (1949) como Teniente de Policía Boylan
- My Dream Is Yours (1949) como Camarero del Coconut Grove (sin acreditar)
- Flamingo Road (1949) como Acreedor enojado del carnaval (sin acreditar)
- Mississippi Rhythm (1949) como Stan Caldwell
- Mighty Joe Young (1949) como Schultz
- Abbott and Costello Meet the Killer, Boris Karloff (1949) como Insp. Wellman
- Blondie Hits the Jackpot (1949) como Brophy
- The Devil's Henchman (1949) como Sargento de Policía Briggs
- Prison Warden (1949) como Capitán de la Guardia Peter

- Key to the City (1950) como Policía de San Francisco - Arresto en la fiesta de disfraces (sin acreditar)
- When Willie Comes Marching Home (1950) como General Brevort (sin acreditar)
- Dakota Lil (1950) como Jefe de Servicio Secreto
- Rock Island Trail (1950) como Obrero Ferroviario (sin acreditar)
- The Savage Horde (1950) como Guardia
- Armored Car Robbery (1950) como Teniente de Policía Phillips
- Destination Murder (1950) como Teniente de Policía Brewster
- My Friend Irma Goes West (1950) como Sheriff (sin acreditar)
- South Sea Sinner (1950) como Andrews
- Operation Pacific (1951) como Mick - Comandante de la Policía del Ejército (sin acreditar)
- Oh! Susanna (1951) como Capitán Worth
- Up Front (1951) en un papel menor
- Follow the Sun (1951) como Henry Gibbs (sin acreditar)
- Fighting Coast Guard (1951) como Comandante Rogers
- According to Mrs. Hoyle (1951) como Fiscal
- Rhubarb (1951) como O'Leary, Jefe de Policía de Manhattan (sin acreditar)
- Come Fill the Cup (1951) como Russ - Capitán de Homicidios (sin acreditar)
- Sailor Beware (1952) como Oficial de Marina (sin acreditar)
- The Fighter (1952) como Policía (sin acreditar)
- Jumping Jacks (1952) como General Sterling (sin acreditar)
- Here Come the Marines (1952) como Coronel Evans
- Carrie (1952) como Mike - Barman (sin acreditar)
- O. Henry's Full House (1952) como Policía (segmento "The Cop and the Anthem") (sin acreditar)
- My Pal Gus (1952) como Alguacil (sin acreditar)
- Million Dollar Mermaid (1952) como Conductor
- Star of Texas (1953) como Capitán Sturdivant de los Texas Rangers
- Confidentially Connie (1953) como Harry - Presidente del Club (sin acreditar)
- Trouble Along the Way (1953) como Entrenador Buck Holman (sin acreditar)
- Abbott and Costello Go to Mars (1953) como Primer Policía en el Banco
- Francis Covers the Big Town (1953) como Detective Mulvaney (sin acreditar)
- Hot News (1953) como Al Bragg
- Fighter Attack (1953) como Coronel Allison
- The Eddie Cantor Story (1953) como Kelly - Policía (sin acreditar)
- Ma and Pa Kettle at Home (1954) como Policía en motocicleta (sin acreditar)
- I Beheld His Glory (1954) como Doctor (sin acreditar)
- Untamed Heiress (1954) como Policía (sin acreditar)
- Massacre Canyon (1954) como Coronel Tarant (sin acreditar)
- Mister Roberts (1955) como Policía Militar
- Apache Ambush (1955) como Coronel Marshall
- The Naked Street (1955) como Abogado Michael X. Flanders
- Never Say Goodbye (1956) como Timmy
- Francis in the Haunted House (1956) como Jefe de Policía Martin
- Top Secret Affair (1957) como Legionario estadounidense (sin acreditar)
- The Wings of Eagles (1957) como Policía Militar en la fiesta del jardín (sin acreditar)
- Hold That Hypnotist (1957) como Jake Morgan
- Footsteps in the Night (1957) como Sr. Bradbury
- The Restless Breed (1957) como Jefe de la Policía Secreta
- Beau James (1957) como Capitán Dennis (sin acreditar)
- Night Passage (1957) como Tim Riley
- Wild Is the Wind (1957) como Comprador de lana
- Up in Smoke (1957) como Policía
- Alfred Hitchcock Presents (1958) (Temporada 4 Episodio 8: "Safety for the Witness") como Joe Felix
- The Last Hurrah (1958) como Capitán de Policía Michael J. Shanahan (sin acreditar)
- Johnny Rocco (1958) como Mooney
- Alfred Hitchcock Presents (1959) (Temporada 4 Episodio 35: "Touché") como Dan
- Alfred Hitchcock Presents (1962) (Temporada 7 Episodio 36: "First Class Honeymoon") como Tony, el portero
- The Alfred Hitchcock Hour (1962) (Temporada 1 Episodio 10: "Day of Reckoning") como Forense
- Critic's Choice (1963) como Guardia de seguridad (sin acreditar)
- It's a Mad, Mad, Mad, Mad World (1963) como Policía (sin acreditar)
- Cheyenne Autumn (1964) como Sargento de la Guardia en el Fuerte Robinson (sin acreditar)
- The Adventures of Bullwhip Griffin (1967) como Agente de venta de boletos de barco (sin acreditar)
- Good Times (1967) como Teniente
- In Cold Blood (1967) como Clarence Duntz
- The Barefoot Executive (1971) como Padre O'Leary